# The First Time (Lied)
The First Time ist ein Lied von Surface aus dem Jahr 1990, das von Bernard Jackson und Brian Simpson geschrieben wurde. Es erschien auf dem Album 3 Deep.

## Geschichte
Bernard Jackson komponierte bereits 1986 The First Time, den er im selben Jahr mit seinem Freund, dem Songwriter Brian Simpson geschrieben hatte. In Simpsons Garage, in der er ein Aufnahmestudio eingebaut hatte, nahmen sie ein Demo auf. Nachdem er das fertige Demoband gehört hatte, dachte Jackson, er hätte einen Hit gelandet. Um seinen Gesang unter besten professionellen Bedingungen aufzunehmen, mietete er einen mobilen 24-Spur-Tonstudio-Truck und sang „The First Time“ in Simpsons Haus. Da sie bereits ihr Debütalbum fertig hatten, erschien es auf dem Album 3 Deep und wurde am 11. Oktober 1990 veröffentlicht. Vom Text her ist die R&B-Ballade als Liebeslied zu verstehen.

## Musikvideo
Das Musikvideo wurde in Schwarzweißfotografie gedreht und zeigt die Bandmitglieder mit verschiedenen Frauen.

## Kommerzieller Erfolg

### Chartplatzierungen
| ChartsChartplatzierungen       | Höchstplatzierung | Wochen |
| ------------------------------ | ----------------- | ------ |
| Vereinigte Staaten (Billboard) | 1 (25 Wo.)        | 25     |
| Vereinigtes Königreich (OCC)   | 60 (3 Wo.)        | 3      |

| ChartsJahrescharts (1991)      | Platzierung |
| ------------------------------ | ----------- |
| Vereinigte Staaten (Billboard) | 9           |

### Auszeichnungen für Musikverkäufe
| Land/Region               | Auszeichnungen für Musikverkäufe (Land/Region, Auszeichnung, Verkäufe) | Verkäufe |
| ------------------------- | ---------------------------------------------------------------------- | -------- |
| Vereinigte Staaten (RIAA) | Gold                                                                   | 500.000  |
| Insgesamt                 | 1× Gold ·                                                              | 500.000  |

## Coverversionen
- 1992: Tommy Page